# Diplolaemus
Diplolaemus – rodzaj jaszczurek z rodziny Leiosauridae.

## Zasięg występowania
Rodzaj obejmuje gatunki występujące w Ameryce Południowej (Chile i Argentyna).

## Systematyka

### Etymologia
Diplolaemus: gr. διπλος diplos „podwójny”, od δυο duo „dwa”; λαιμος laimos „gardło”.

### Podział systematyczny
Pierwotnie rodzaj ten zaliczany był do rodziny legwanów (Iguanidae). Wraz z podniesieniem wielu dotychczasowych podrodzin legwanów do rangi osobnych rodzin, zaliczono go do rodziny Polychrotidae, m.in. razem z anolisami. Frost i in. (2001) zaproponowali przeniesienie tego i większości innych rodzajów wchodzących w skład rodziny Polychrotidae do nowej rodziny Leiosauridae. Do rodzaju należą następujące gatunki:
- Diplolaemus bibronii Bell, 1843
- Diplolaemus darwinii Bell, 1843
- Diplolaemus leopardinus (Werner, 1898)
- Diplolaemus sexcinctus Cei, Scolaro & Videla, 2003
- Diplolaemus vulcanus Vrdoljaka, Sánchez, González-Marín, Morando & Avila, 2024